# 올림픽공원역
올림픽공원(한국체육대)역(Olympic Park(Korea National Sports Univ.)Station, 올림픽公園(韓國體育大)驛)은 서울특별시 송파구 방이동에 있는 수도권 전철 5호선 마천지선, 서울 지하철 9호선의 환승역이며, 인근에 올림픽공원, 한국체육대학교가 있다. 수도권 전철 5호선 마천지선은 성내천 하저터널로 둔촌동역과 연결된다. 서울 지하철 9호선은 성내천 하저터널로 둔촌오륜역과 연결된다. 서울 지하철 9호선은 몽촌호 하저터널로 한성백제역과 연결된다.

## 병기 역명
병기역명은 한국체육대로 한국체육대학교 영문 명칭이 원래 Korea National University of Physical Education이나, 정식 명칭은 Korea National Sport University이다. 이와 같은 표기는 2006년부터 바뀌었으며, 차내 안내방송에도 반영되었다.

## 연혁
- 1996년 3월 30일: 서울 지하철 5호선 강동(강동성심병원)~마천역 구간 개통과 함께 영업 개시
- 2018년 12월 1일: 서울 지하철 9호선 종합운동장역~중앙보훈병원역 구간 개통[3]과 함께 환승역이 됨

## 역 구조
개통은 수도권 전철 5호선이 앞섰으나, 당초부터 서울 지하철 9호선 개통 및 환승을 대비하여 건설되었다. 9호선의 역은 기존 5호선 역에 증설되는 형태로 건설되어 출입구와 대합실 일부를 공유하며, 독자적인 출입구는 설치되어 있지 않다.
개찰구는 두 역 모두 각각 지하 1층에 위치하며, 지하 2층에는 환승 통로와 환승 개찰구가 설치되어 있다. 승강장은 5호선이 지하 2층에, 9호선이 지하 3층에 각각 위치한다. 출구는 4개가 있다. 3번 출입구는 5호선 개통 당시에 프랑스 파리의 루브르 박물관에 위치한 루브르 피라미드와 비슷한 사각뿔 모양을 띠고 있었으나, 2012년 11월에 서울 지하철 9호선 3단계 연장 구간 공사 관계로 엘리베이터와 함께 철거되어 역사속으로 사라졌다. 9호선 공사 과정에서는 오륜교 방면으로 가는 버스 정류장 방향으로 50m가량 이전되어 올림픽공원 동1문 만남의 광장 바로 앞에 설치된 임시 출입구가 대신했으며, 2018년 2월부터 9호선과의 연결을 위해 임시로 폐쇄되었다가 같은해 5월에 다시 개방되었다. 3번 출구는 2018년 12월 1일에 다시 개방되었으며, 임시 출입구는 4번 출구로 바뀌었다.

### 5호선 승강장
2면 2선의 상대식 승강장을 갖춘 역으로, 승강장에는 스크린도어가 설치되었다.
| 둔촌동 ↑ |
| \| 상    |
| ↓ 방이   |

| 상행 | ● 수도권 전철 5호선 | 강동 · 광화문 · 여의도 · 방화 방면    |
| 하행 | ● 수도권 전철 5호선 | 방이 · 오금 · 개롱 · 거여 · 마천 방면 |

### 9호선 승강장
1면 2선의 섬식 승강장을 갖춘 역으로, 승강장에는 스크린도어가 설치되었다.
| 한성백제 ↑ |
| 상 하 \|   |
| ↓ 둔촌오륜 |

| 하행 | ● 서울 지하철 9호선 | 일반·급행 석촌 · 선정릉 · 신논현 · 노량진 · 김포공항 · 개화 방면 |
| 상행 | ● 서울 지하철 9호선 | 일반·급행 둔촌오륜 · 중앙보훈병원 방면                           |

## 역 주변
- 보성고등학교
- 보성중학교
- 서울체육고등학교
- 올림픽공원
- JYP엔터테인먼트
- SK올림픽핸드볼경기장 (H리그 여자부 서울시청 홈구장)
- 한국체육대학교
- 오륜동 행정복지센터
- 오륜동우체국
- 올림픽선수촌아파트
- 대한바둑협회

## 이용객 변동
| 노선  | 노선   | 일평균 인원수 (명/일) | 일평균 인원수 (명/일) | 일평균 인원수 (명/일) | 일평균 인원수 (명/일) | 일평균 인원수 (명/일) | 일평균 인원수 (명/일) | 일평균 인원수 (명/일) | 일평균 인원수 (명/일) | 일평균 인원수 (명/일) | 일평균 인원수 (명/일) | 각주  |
| 노선  | 노선   | 2000년                | 2001년                | 2002년                | 2003년                | 2004년                | 2005년                | 2006년                | 2007년                | 2008년                | 2009년                | 각주  |
| ----- | ------ | --------------------- | --------------------- | --------------------- | --------------------- | --------------------- | --------------------- | --------------------- | --------------------- | --------------------- | --------------------- | ----- |
| 5호선 | 승차   | 7,228                 | 7,061                 | 7,035                 | 6,830                 | 6,811                 | 6,793                 | 6,426                 | 6,218                 | 6,300                 | 6,107                 | [ 4 ] |
| 5호선 | 하차   | 6,890                 | 6,687                 | 6,607                 | 6,484                 | 6,501                 | 6,509                 | 6,128                 | 5,988                 | 6,070                 | 5,915                 | [ 4 ] |
| 5호선 | 승하차 | 14,118                | 13,748                | 13,643                | 13,314                | 13,313                | 13,302                | 12,554                | 12,206                | 12,370                | 12,022                | [ 4 ] |
| 노선  | 노선   | 2010년                | 2011년                | 2012년                | 2013년                | 2014년                | 2015년                | 2016년                | 2017년                |                       |                       | [ 4 ] |
| 5호선 | 승차   | 6,554                 | 7,008                 | 7,248                 | 7,488                 | 7,180                 | 7,464                 | 7,218                 | 6,393                 |                       |                       | [ 4 ] |
| 5호선 | 하차   | 6,384                 | 6,804                 | 6,969                 | 7,226                 | 6,975                 | 7,349                 | 7,095                 | 6,244                 |                       |                       | [ 4 ] |
| 5호선 | 승하차 | 12,938                | 13,812                | 14,217                | 14,714                | 14,155                | 14,813                | 14,313                | 12,637                |                       |                       | [ 4 ] |

## 사진

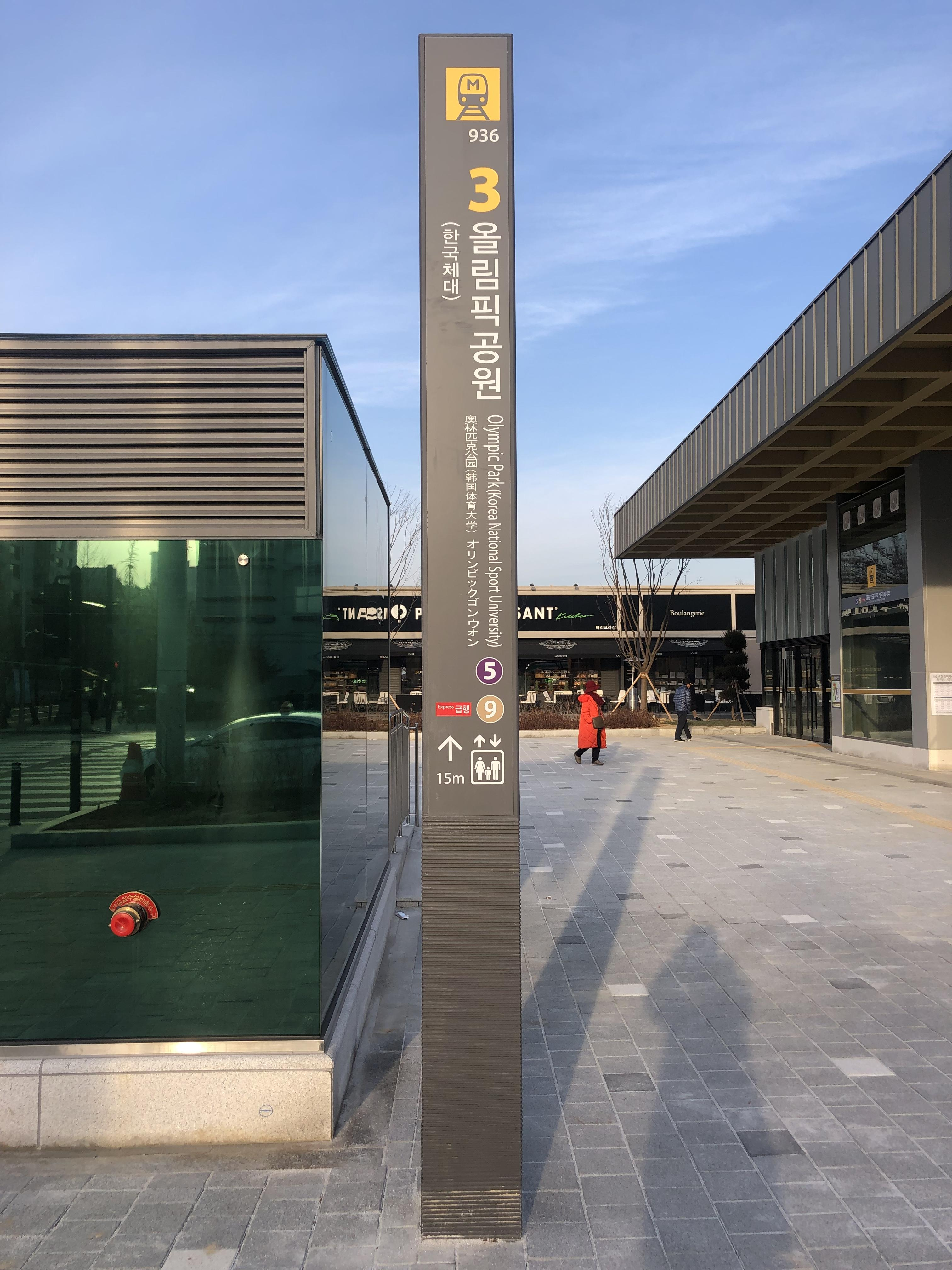
9호선 3번 출입구 폴사인
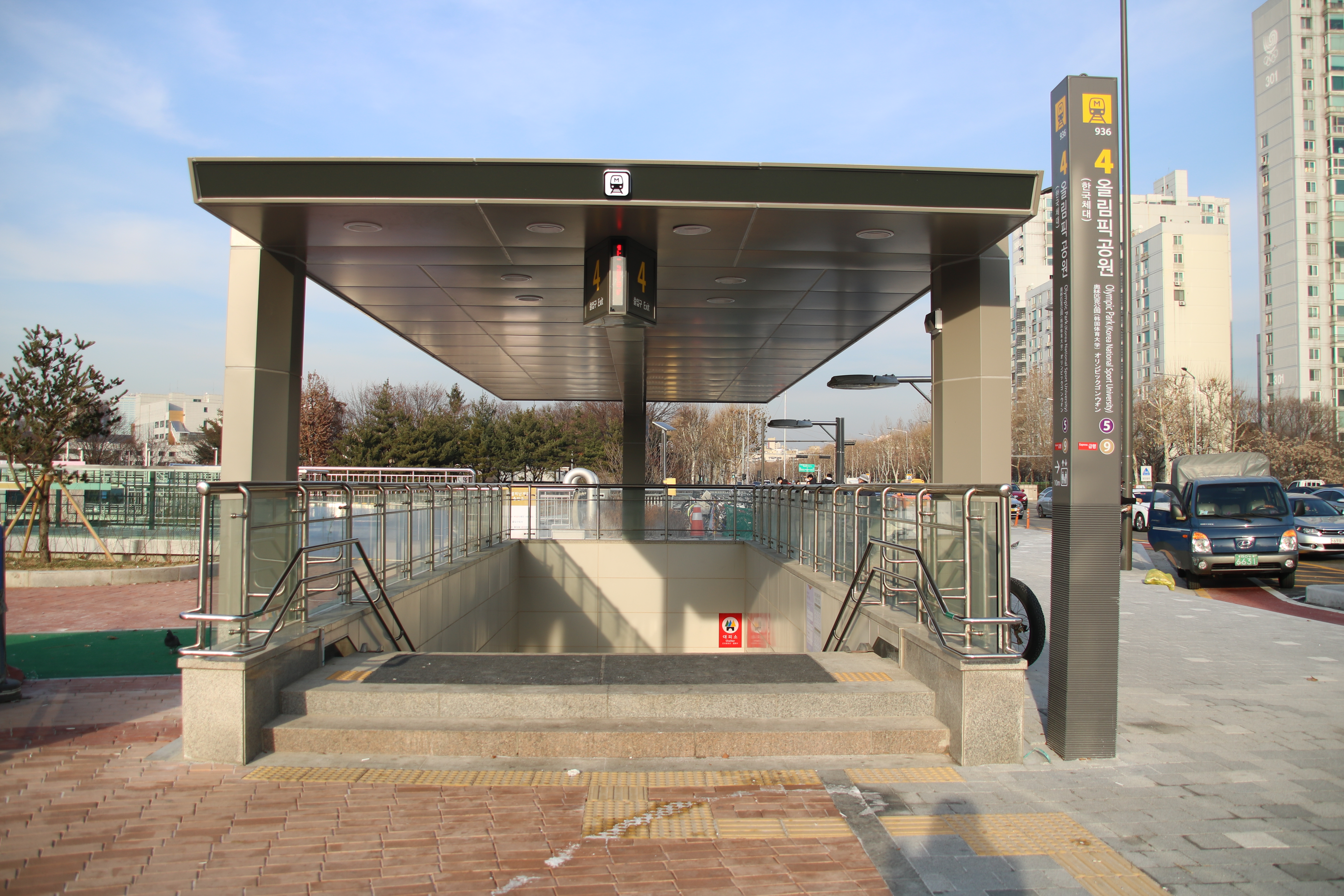
4번 출입구
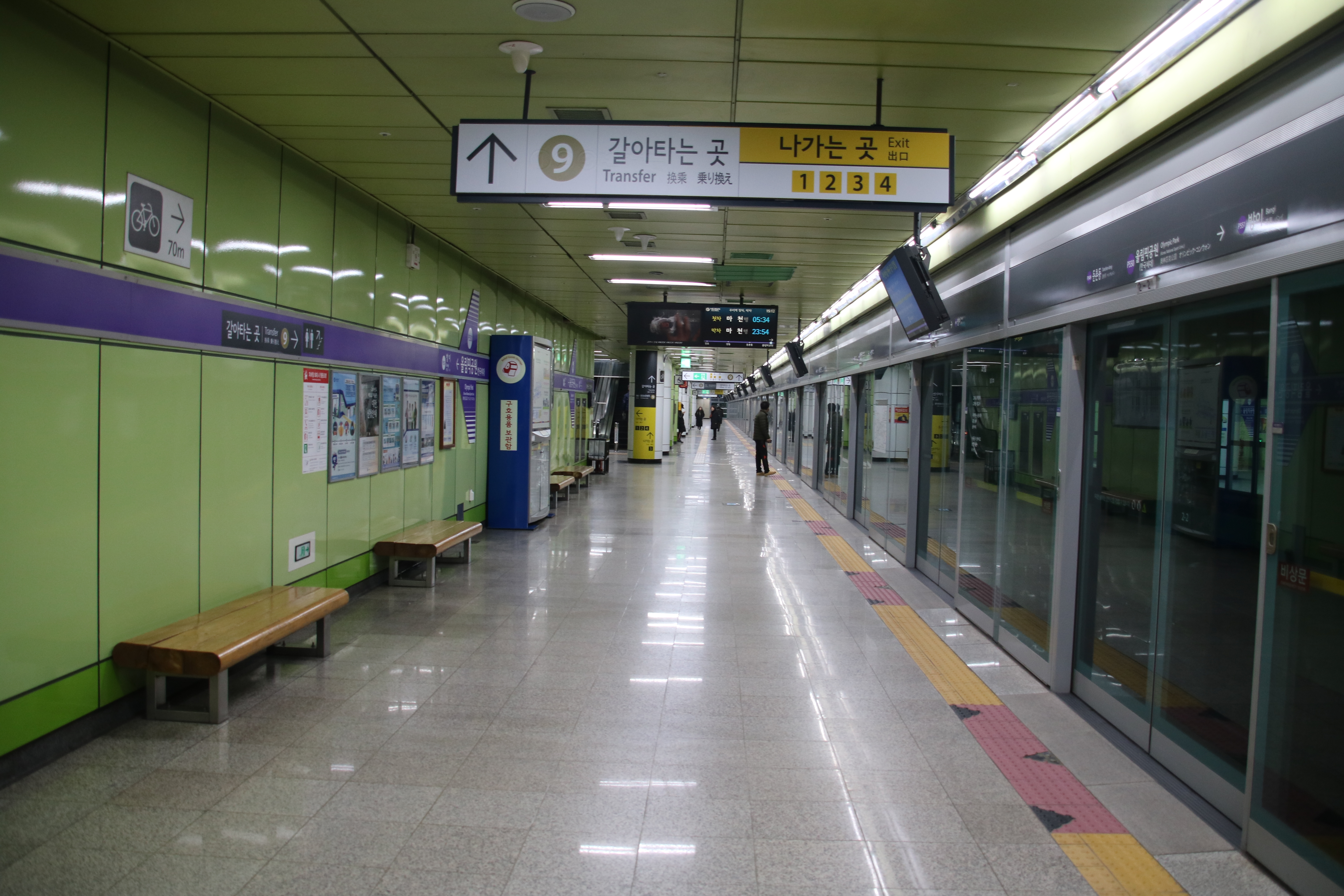
5호선 마천방면 승강장
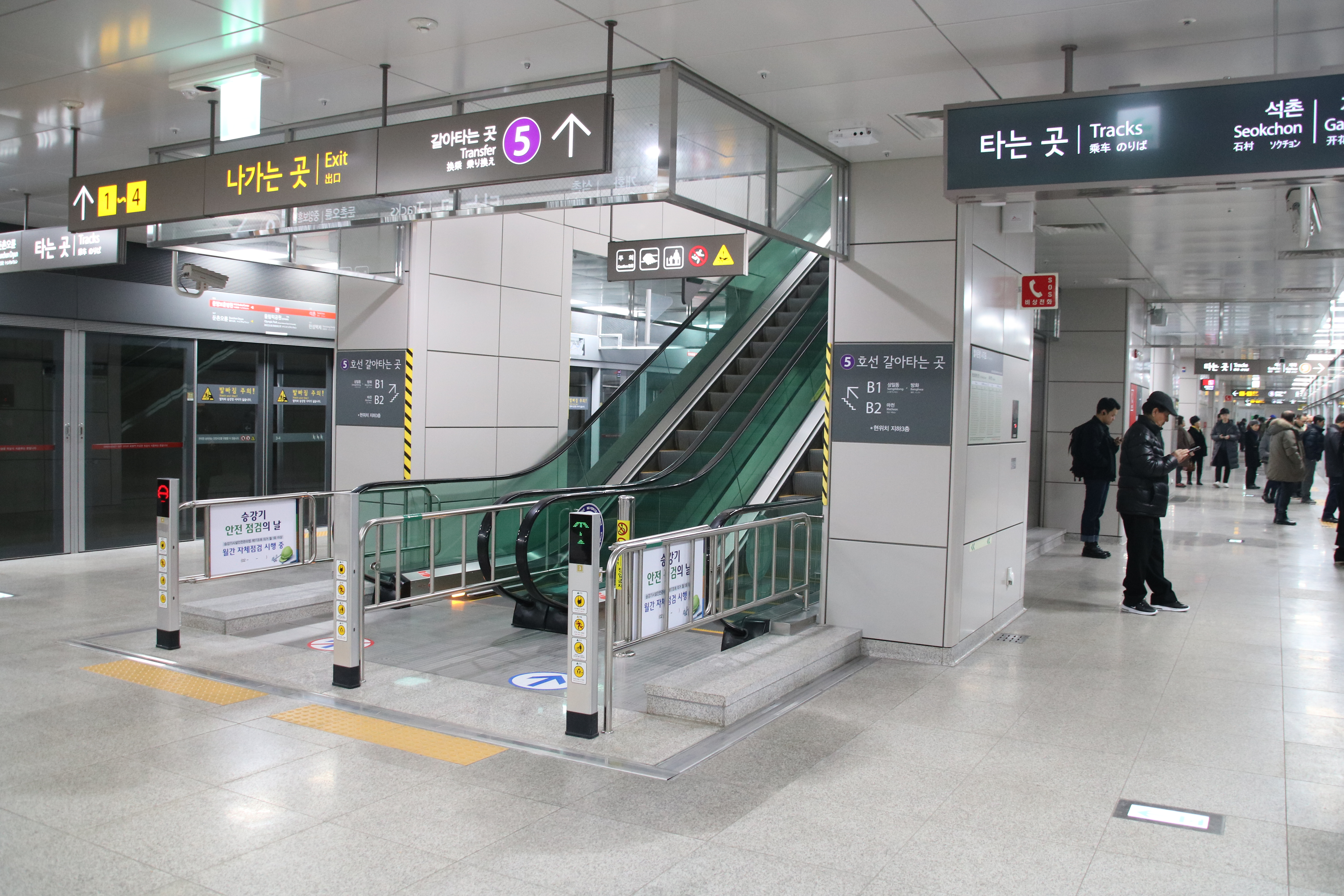
9호선 승강장
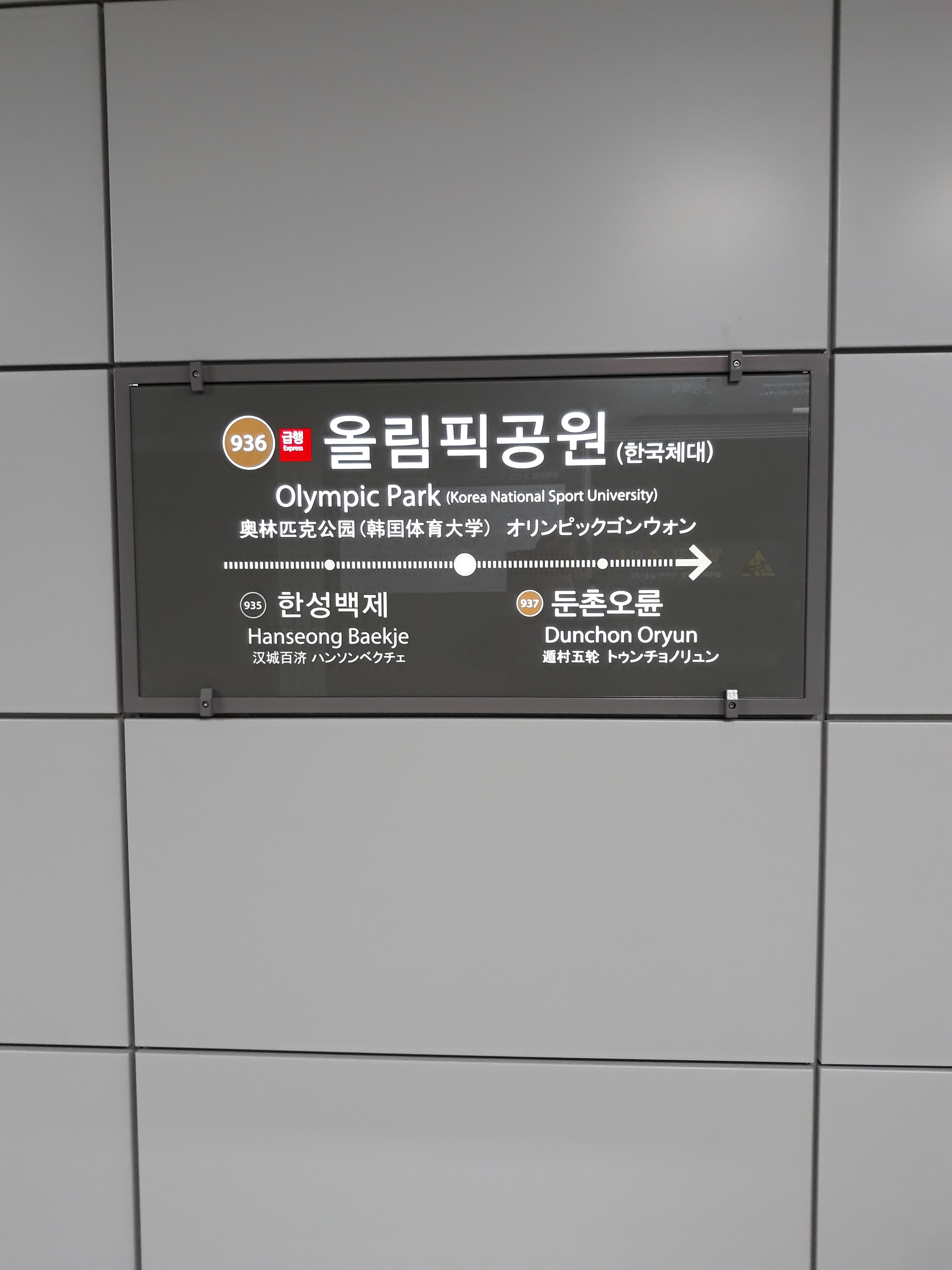
9호선 역명판2
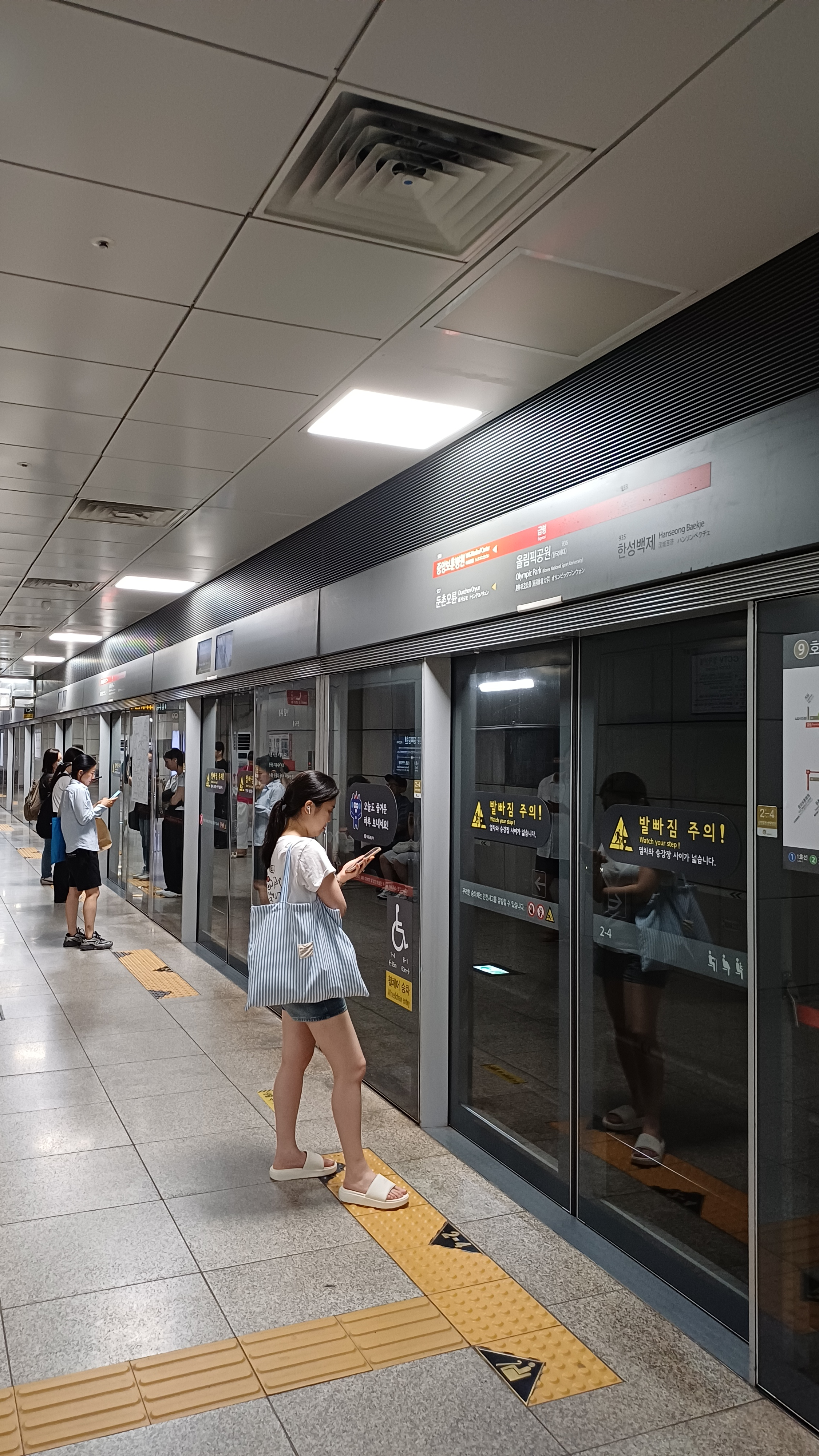
중앙보훈병원역 방면 승강장
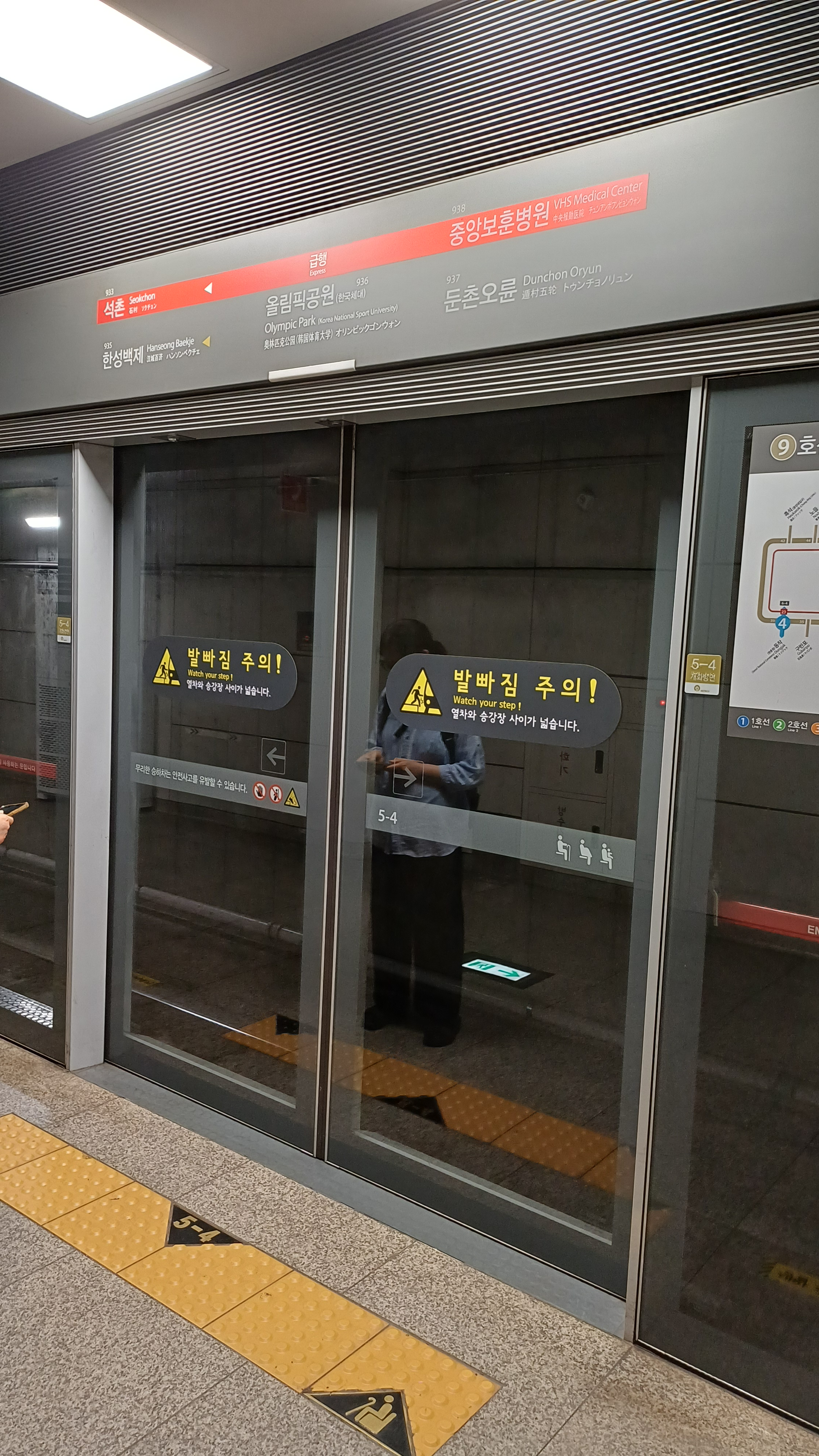
올림픽공원역 김포공항역 방면 승강장
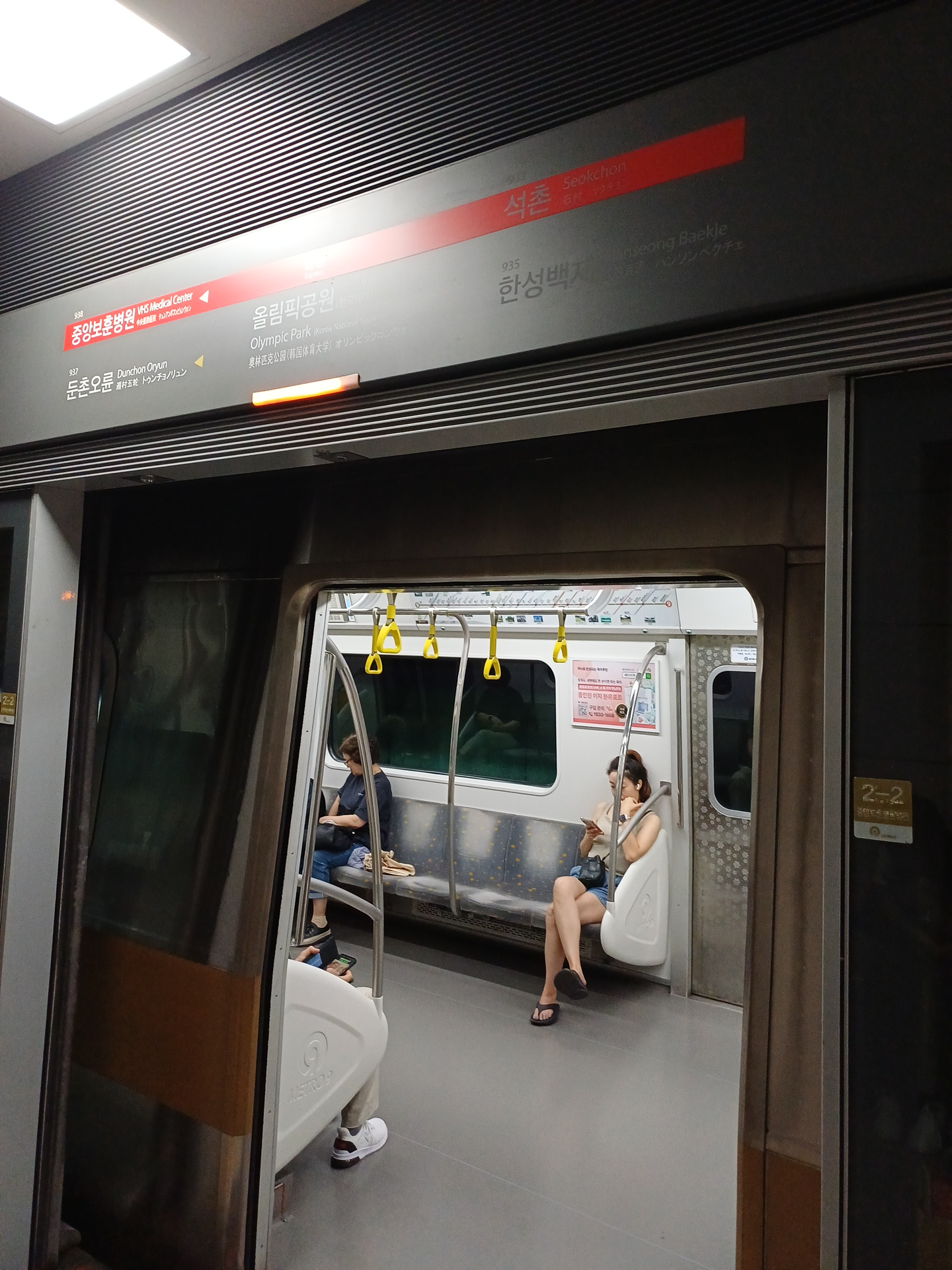
9호선 스크린도어

## 인접한 역
| 서울 지하철 5호선 마천지선 | 서울 지하철 5호선 마천지선 | 서울 지하철 5호선 마천지선     |
| -------------------------- | -------------------------- | ------------------------------ |
| P549 둔촌동 방화 방면      | ● 수도권 전철 5호선        | P551 방이 마천 방면            |
| 서울 지하철 9호선          |                            |                                |
| 933 석촌 김포공항 방면     | ● 서울 지하철 9호선 급행   | 938 중앙보훈병원 방면          |
| 935 한성백제 개화 방면     | ● 서울 지하철 9호선 일반   | 937 둔촌오륜 중앙보훈병원 방면 |